# Eric Johnson
David Eric Johnson, mais conhecido simplesmente por Eric Johnson (Austin, 17 de agosto de 1954) é um guitarrista, pianista, compositor e músico de sessão estadunidense. De encantadora sonoridade, o timbre de Eric é pontuado pelas belas frases melódicas e por ser limpo. Segundo a revista Guitar Coast, "Eric usa as escalas com uma abordagem diferente da maioria dos guitarristas. Ao invés de tocar várias notas consecutivas na mesma corda, ele frequentemente executa saltos de cordas, que são feitos com o auxílio de uma técnica conhecida como "roll". Isso faz com que seus solos tenham um estilo próprio.
Suas músicas transitam por vários gêneros, incluindo rock, blues, jazz fusion, soul, folk, new age, classical e country. Como músico de sessão, é creditado em álbuns de Cat Stevens,Carole King, Christopher Cross, e outros
Em sua carreira solo, já recebeu vários prêmios, entre eles um Grammy na categoria "Best Rock Instrumental Performance", em 1992, pela música Cliffs of Dover, e entrou para o Hall of Fame da revista norte-americana Guitar Player, que afirmou: "Eric é um dos guitarristas mais respeitados do planeta". Além de um guitarrista virtuoso, Eric também é um exímio pianista, com suas habilidades sendo demonstradas em canções como "Song For Lynette", e na sua versão para "The Wind Cries Mary", de Jimi Hendrix.

## Carreira
Nascido em uma família com fortes influências musicais (seu pai era um entusiasta de instrumentos de sopro), Eric, juntamente com suas 3 irmãs, iniciaram o estudo de piano logo cedo. Aos 11 anos idade, influenciado por músicos como Jimi Hendrix, Chet Atkins, John McLaughlin, Wes Montgomery e Django Reinhardt, começou a tocar guitarra.

### Início: BandasMariani,The Electromagnets, Eric Johnson Group, e o lançamento do primeiro álbum solo

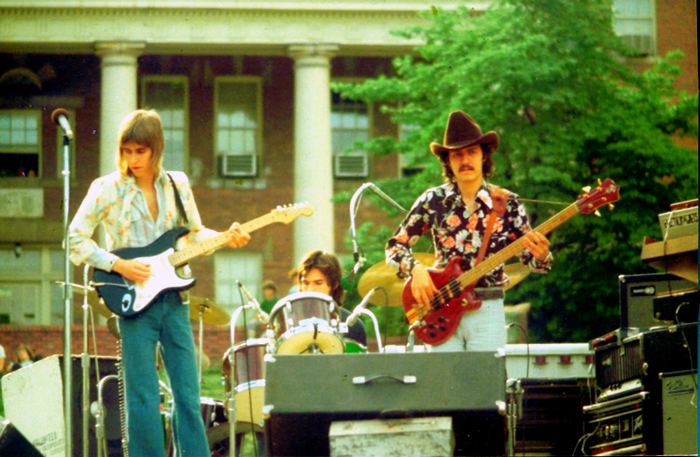
EJ e The Electromagnets performando na N.C. State University, Raleigh, N.C., em 11 Abril de 1976

Aos 15 anos, convidado pelo baterista Vince Mariani e pelo baixista Jay Podolnick, ingressou na banda de rock psicodélico Mariani, em 1968. A banda lançou apenas cem cópias de uma demo, intitulada Perpetuum Mobile. Hoje, um único disco chega a valer US$ 3 000,00 para os colecionadores por conta de sua raridade.
Seu enorme talento começou a despertar a atenção de vários artistas, entre eles o renomado guitarrista Johnny Winter, que, mesmo sendo 10 anos mais velho que Johnson, declarou: “Quando eu ouvi Eric, ele tinha apenas 16 anos, e me lembro que desejava tocar como ele”.
Depois de se formar no ensino médio, Johnson estudou brevemente na Universidade do Texas em Austin e viajou com sua família para a África. Quando retornou a Austin, em 1974, ele entrou na banda The Electromagnets (formada por Stephen Barber nos teclados, Kyle Brock nos baixos e Bill Maddox na bateria), um grupo de jazz-rock com grande influência de Jimi Hendrix, com o qual gravou dois álbuns em 1975 (Electromagnets e Electromagnets II) e fez turnê até 1977, quando saiu da banda. Neste ano, gravou um mini-album com uma banda de Bill Maddox chamada Project Terror, que fazia um som punk progressivo misturado com psicodelia.
Após o fim do The Electromagnets, Eric Johnson formou o trio Eric Johnson Group, que chegou a gravar um ótimo álbum em 1978 - Seven Worlds - mas, devido a inúmeros problemas com a gravadora, o álbum só seria lançado duas décadas depois.
Enquanto este imbróglio acontecia, Johnson trabalhou como músico de sessão e gravou com Cat Stevens, Carole King, Christopher Cross, e outros.
Foi numa destas apresentações que o superstar do pop, Prince, viu Johnson tocando na televisão, e logo recomendou que a gravadora Warner o contratasse.
Eles o fizeram. E em 1986, Eric Johnson lançou Tones, seu álbum de estreia em uma grande gravadora, com a participação de Roscoe Beck no baixo e Tommy Taylor na bateria.  A canção "Zap" foi indicada, em 1987, ao prêmio Grammy na categoria "Best Rock Instrumental Performance", o que acabou dando excelente reputação a Johnson.
Em maio do mesmo ano, a revista Guitar Player fez uma reportagem sobre ele. Esta reportagem ajudou a fomentar carreira de Johnson, que passava a receber cada vez mais reconhecimento no meio musical.

### Ah Via Musicom: Consagração definitiva e Prêmio Grammy
Em 1987, ele trocou a gravadora Warner Bros. pela Capitol Records. Foi com este selo que foi lançado, em 1990, o aclamado Ah Via Musicom, com o qual Johnson finalmente ganhou o reconhecimento de várias revistas de guitarra.
Este álbum entrou para a história por ser o primeiro a conter 3 músicas instrumentais entre as Top 10 da Billboard.
O álbum foi indicado ao Grammy na categoria "Best Rock Instrumental Album".
Foi neste álbum que ele gravou Cliffs of Dover, que lhe renderia um prêmio Grammy na categoria "Best Rock Instrumental Performance", em 1992.
No período que seguiu ao lançamento deste disco, Johnson foi nomeado 5 vezes o melhor guitarrista na categoria "Overall" e foi incluído no Hall of Fame da Guitar Player.

### Venus Isle
Em 1996 ele gravou Venus Isle. Este foi um álbum diferente de todos de sua carreira, com influências musicais de várias partes do mundo, demonstrando o crescimento musical de Johnson como um guitarrista, compositor, produtor, arranjador musical e vocalista. 
A canção "Pavilion" alcançou a posição 33 na Billboard Mainstream Rock Tracks e foi indicada ao prêmio Grammy na categoria "Best Rock Instrumental Performance".
Porém, o álbum recebeu críticas mistas e não teve o mesmo sucesso comercial de seu antecessor. Como resultado, Johnson foi retirado da Capitol Records.

### Turnê com oG3
Em 1997, Joe Satriani e Steve Vai convidaram Eric Johnson para a primeira turnê mundial do G3. Desta turnê, o álbum G3: Live in Concert foi lançado em formatos CD e DVD em 1997.
A versão de S.R.V. que Eric interpretou neste álbum lhe rendeu mais uma indicação ao Grammy na categoria "Best Rock Instrumental Performance".
Este álbum foi um sucesso comercial, tendo recebido certificação de platina nos EUA.

### Alien Love Child
Após o sucesso com o G3, Eric foi, em 1998, um dos jurados da competição "Melhores bandas independentes" da revista "Musician magazine's", juntamente com Ani DiFranco, Moby, Art Alexakis, Keb' Mo' e Joe Perry.
Em 2000, Eric lançou, um projeto paralelo, chamado Alien Love Child, com Chris Maresh no baixo e Bill Maddox na bateria. O álbum ao vivo Live And Beyond, foi lançado com outubro de 2000, com o selo Favored Nations Entertainment, de propriedade do guitarrista Steve Vai.
Este álbum renderia mais uma indicação ao prêmio Grammy na categoria Best Rock Instrumental Performance, com a música "Rain".
Além do Grammy, o periódico Austin Chronicle conferiu a banda os seguintes prêmios: Band of the Year, Favorite Blues Band, Favorite Single ("Rain"), Best Electric Guitar, Best Bass e Best Drums.

### Souvenir
Lança Souvenir em 2002, com o selo "Vortexan Records", do qual é dono, contendo um apanhado de músicas inéditas gravadas ao longo de sua carreira, buscando abrandar um pouco seu perfeccionismo, tendo em vista sua produção menos exigente. O álbum foi lançado na Internet, e recebeu cerca de 65.000 execuções nas primeiras sete semanas após ter sido disponibilizado no mp3.com.
A promoção do álbum foi realizada através de uma turnê em 2003, e uma turnê acústica no ano seguinte.
Em 2003, Eric contribuiu com um extenso solo de guitarra na canção "The Good, the Sad and the Ugly" do álbum More to Life than This de Mike Tramp.
Em 2004, a canção "Desert Rose" tocada por Johnson no festival "The Crossroads Guitar Festival", foi incluída no CD do festival que foi lançado em 2004.

### Bloom
Em 2005 o álbum Bloom é lançado, também pela Favored Nations. No ano seguinte, este álbum renderia mais uma indicação ao Prêmio Grammy (Categoria: Best Rock Instrumental Álbum) na carreira de Eric.

### Pós-Bloom
Também em 2006, lança em DVD e CD, o show ao vivo Live From Austin Texas, gravado no evento Austin City Limits em 1988, uma performance há muito tempo aclamada e que já vinha circulando não-oficialmente em áudio pela internet.
Em 2008, lança o DVD Anaheim (Live), show de abertura de uma turnê do guitarrista Joe Satriani, gravado no mesmo dia a local da gravação do DVD Satriani Live!.
Em 2010, dois álbum são lançados. Live from Austin, TX 84 veio em 22 de novembro, nos formatos CD e DVD. Este álbum retrata um show ocorrido em Austin, no ano de 1984.
Em dezembro, Up Close, o primeiro álbum de estúdio desde Bloom. 3 anos depois, este álbum foi relançado na Europa, com algumas pequenas alterações em algumas músicas, após serem revisadas e remixadas pelo músico.
Em 2014, mais um ao vivo, Europe Live é lançado, com 2 canções inéditas. O álbum alcançou o topo da Billboard Top Blues Albums.
2 meses depois, Eclectic, um álbum lançado a partir da parceria entre Johnson e Mike Stern, com repertório essencialmente instrumental e composto praticamente por faixas já conhecidas da carreira de ambos, é lançado. Este álbum alcançou o terceira posição da Billboard Top Blues Albums.
Em 2016, Eric Johnson lança EJ o primeiro álbum inteiramente acústico de sua carreira. Com aspecto mais intimista, o álbum conta com nove canções inéditas e quatro covers. O intuito de Johnson com este álbum foi mostrar sua essência como artista. Ele fez uma turnê desse álbum no início de 2017.
Em 2017, Eric lançou "Collage", que também coincidiu com o anúncio de uma turnê revisitando seu álbum de sucesso "Ah Via Musicom".
No outono de 2018, Eric foi convidado a promover a colaboração da Fender e da Nissan para os sistemas estéreo automotivos projetados pela Fender Audio.
Em janeiro de 2020, Eric lançou "EJ Vol. II", que é uma continuação de seu primeiro álbum acústico.

## Estilo e técnica
Johnson tem um estilo próprio de tocar. Assim como sua própria personalidade, suas músicas são calmas e tranquilas. Suas principais influências são de Django Reinhardt, Wes Montgomery, e Eric Clapton – a partir das quais ele desenvolveu uma sonoridade Fusion, combinando rock, jazz, blues e country. Ao solar, Eric Johnson flui pelo braço da guitarra, extraindo melodias expressivas com velocidade incrível.
Conhecido por ser um virtuoso, a diversidade estilística e a excelência técnica de Johnson conquistaram a admiração de guitarristas renomados, como Santana, B.B. King, e Stevie Ray Vaughan, que também foi um grande amigo seu. Sua técnica é o que mais caracteriza seus solos – o tempo todo ele utiliza saltos de cordas que são muito difíceis de se executar, além de possuir um timbre único, suave como um violino. De acordo com a revista Guitar Coast, "Eric usa as escalas com uma abordagem diferente da maioria dos guitarristas. Ao invés de tocar várias notas consecutivas na mesma corda, ele frequentemente executa saltos de cordas, que são feitos com o auxílio de uma técnica conhecida como "roll". Isso faz com que seus solos tenham um estilo próprio.

## Guitarras e equipamentos

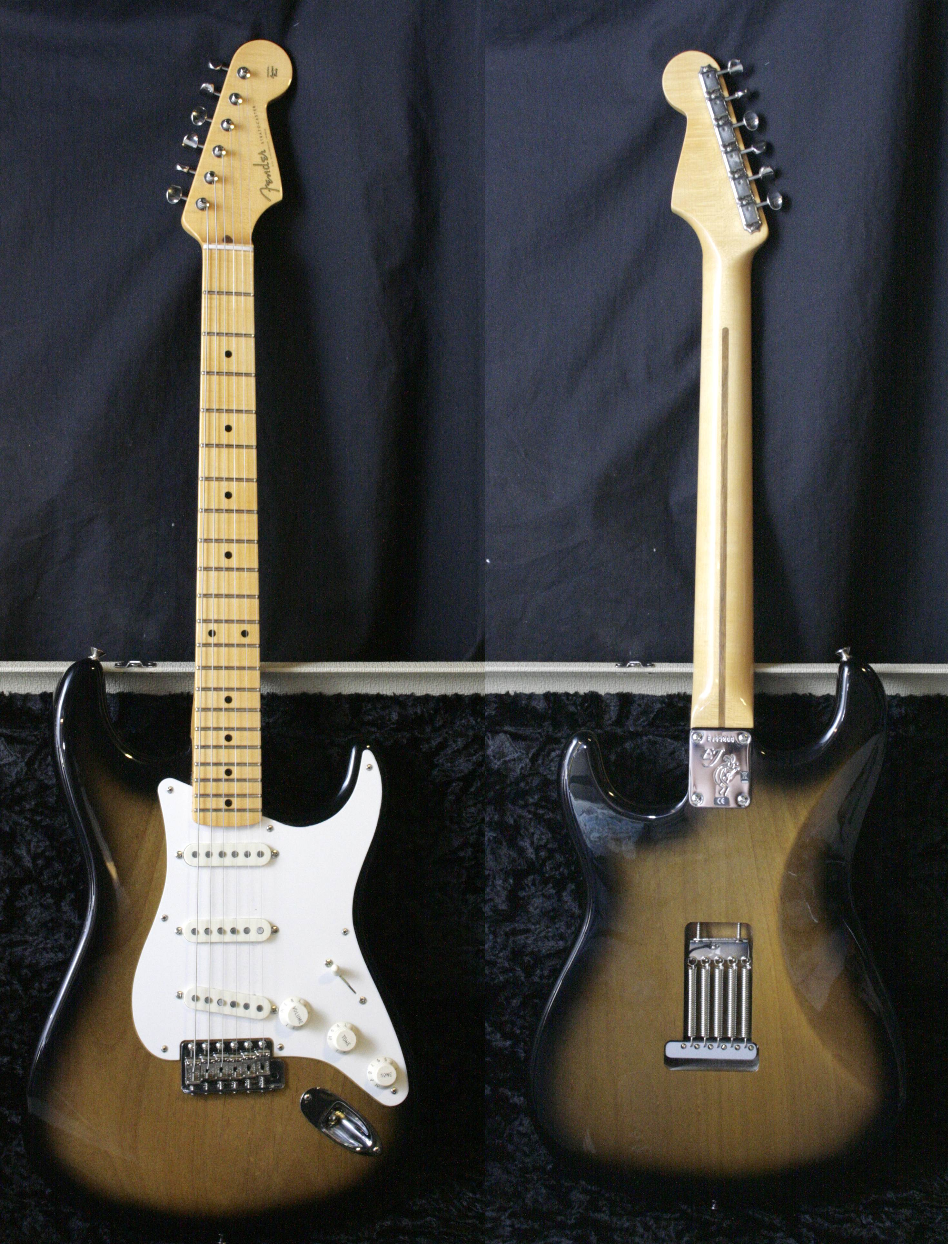
Fender Eric Johnson Stratocaster.

Johnson é mais conhecido por tocar as guitarras elétricas Fender Stratocaster Standard e Gibson ES335 levemente modificadas por meio de uma configuração de amplificador triplo que consiste em amplificadores Fender, Dumble e Marshall. Ele tende a trocar os captadores de ponte em alguns de seus Stratocasters por captadores DiMarzio HS-2, porque eles não fazem tantos zumbidos tanto quanto os single-coils padrão.
Johnson também tocou outras marcas de guitarras, como Robin, Rickenbacker, Jackson e a Charvel, que aparece na capa do álbum Ah Via Musicom.
Em 2001, Johnson adicionou uma Gibson Custom Shop '59 Les Paul Reissue à sua coleção de guitarras. Vale ressaltar que ele não usa mais um amplificador Dumble, pois teve que substituir um componente defeituoso em seu Dumble favorito, o Steel String Singer. Depois disso nunca mais soou igual, e ele vendeu o amplificador para Carlos Santana.
Johnson teve vários modelos construídos por suas especificações para venda no mercado de massa, sendo a mais famosa delas a Fender Stratocaster Eric Johnson, construída de acordo com suas especificações.
Em 2003, C. F. Martin & Company lançou uma edição limitada de guitarra Eric Johnson Signature MC-40 construída para ele. Johnson doou 5% do lucro das vendas da guitarra para a faculdade de seu pai, a Jefferson Medical College (agora chamada de Thomas Jefferson University). Johnson também é conhecido por usar o Martin D-45 antes do lançamento de sua guitarra Martin.
Em 2009, a Fender lançou uma atualização da Fender Stratocaster Eric Johnson chamada "Eric Johnson Signature Stratocaster Rosewood". Apresentava as mesmas especificações da guitarra anterior, mas com a adição de uma proteção de palheta branca de oito buracos e três camadas incomum, captador de agudos mais quente, e uma escala de rosewood laminado com marcadores de posição de ponto perolóide.
Eric geralmente não coleciona guitarras, pois não está interessado em possuir muitos itens supérfluos. Sua coleção é pequena e limitada aos melhores exemplos de guitarra que encontra.
1967 Flying V: Trocado em um show por uma guitarra Dobro dos anos 30 que ele comprou apenas para trocar pela Flying V.
1964 SG Maestro Vibrola: um instrumento famoso por George Harrison no palco e durante a gravação de vários álbuns dos Beatles. Eric geralmente evitava os SGs por não conseguir ficar afinado, mas trocou dois amplificadores Marshall por este em particular por sua capacidade de manter uma afinação extremamente bem.
1962 Fender Stratocaster: Este é o instrumento roubado de seu apartamento em 1982. Ele tinha uma picape Mustang que Seymour Duncan tinha rebobinado ele mesmo. Encontrado em uma loja de penhores 24 anos depois, Eric cruzou a referência com os números de série que havia anotado e descobriu que a loja de penhores tinha sua coleção de violões roubada. Ele comprou de volta. Possui coletores de bobina única de 6,5 ohms (semelhante ao Seymour Duncan five two pick up disponível para compra).
1957 Fender Stratocaster: comprada em um show na Flórida.
Martin D45, sem data, do início dos anos 80: uma reedição de um projeto anterior à guerra comprado para ele por seu pai após o incidente de 1982.
1964 Gibson ES-335: Bloco da cauda do batente com captadores de saída mais baixos. Tem um ding do fotógrafo deixando cair o equipamento sobre ele durante a sessão de fotos na Ilha de Vênus.
1966 Fender Bass VI: A substituição de uma das guitarras roubadas no incidente de 1982. Apresentado em Bloom "tributo a Jerry Reed" e "On the Way to Love" em Up Close e outras faixas.
Em março de 2018, a Fender lançou uma Eric Johnson Signature Thinline Fender Stratocaster construída exatamente com as mesmas especificações de sua primeira assinatura Strat, com a única exceção de que a guitarra tem um design semi-oco, o que é uma raridade para a Fender. A guitarra está disponível em Branco Vintage e Sunburst de duas cores, com braços de bordo serrados exclusivamente.
Protótipo EJ Signature Fender Stratocasters: Eric faz um tour com os protótipos finais enviados a ele antes do início da produção de seus modelos exclusivos, incluindo a linha fina, e não está usando exemplos da linha de produção disponíveis nas lojas.
Em janeiro de 2006, um homem chamado Brian Sparks foi preso por se passar por Johnson e, no processo, fraudar negócios em cerca de US$ 18 000 em guitarras e equipamentos. Também em 2006, algumas das guitarras de Johnson que haviam sido roubadas 24 anos antes foram recuperadas.
Johnson também lançou outros equipamentos exclusivos, como GHS Eric Johnson Nickel Rockers, cordas de guitarra elétrica, DiMarzio DP211 Eric Johnson Signature Pickups personalizados e um amplificador Fulton-Webb. Jim Dunlop também lançou uma palheta Jazz III com a assinatura de Eric Johnson e um Fuzz Face com a assinatura de Eric Johnson. O alto-falante de guitarra alnico de 12 "da Eminence Eric Johnson foi lançado em 2012.
No início de 2015, a Roland Corporation anunciou a "Eric Johnson Tone Capsule", um acessório para amplificadores Roland Blues Cube.
No início de 2020, a Fender anunciou a Eric Johnson Custom Shop Stratocaster "Virginia", modelada após uma Stratocaster de 1954 que ele possuía.

### Efeitos
O timbre das guitarras do Eric são bem característicos. Ele usa pedais de efeito como o Dallas-Arbiter Fuzz Face, BK Butler Tube Driver, MXR KD IV Stereo Chorus, Vox CryBaby wah-wah, ToadWorks Barracuda flanger, Prescription Electronics Experience oitava fuzz, Xotic AC Booster, MXR Flanger / Doubler, retardo do Memory Man Electro-Harmonix Deluxe, Boss Corporation DD-2 Digital Delay, MXR 1500 Digital Delay, Line 6 Echo Pro Studio Modeler e até dois Maestro Echoplex tape delays. Todos eles são conectados a várias caixas A / B para criar sons e tons limpos e distorcidos. A Dunlop também começou a vender o pedal Fuzz Face com a assinatura de Johnson.

## Discografia
| - 1998 (gravado em 1978) - Seven Worlds (O álbum foi gravado em 1978, mas lançado somente 20 anos depois. Este é, portanto, o primeiro álbum de sua discografia, apesar de ter sido lançado depois de alguns.) - 1986 - Tones - 1990 - Ah Via Musicom - 1996 - Venus Isle - 2002 - Souvenir - 2005 - Bloom - 2010 - Up Close - 2013 - Up Close - Another Look (Versão européia do álbum Up Close) - 2014 - Eclectic (com Mike Stern) - 2016 - EJ - 2017 - Collage - 2020 - EJ Vol. II - 2022 - Yesterday Meets Today - 2022 - The Book of Making - 2005 - Live from Austin, Texas (CD/DVD) - 2008 - Anaheim Live (DVD) - 2010 - Live from Austin, TX '84 (CD/DVD) - 2014 - Europe Live (CD) - 2021 - Heatwave (Live 1990) (download digital) - 1996 - G3: Live in Concert (Joe Satriani, Steve Vai e Eric Johnson) - CD e DVD | - 2000 Live And Beyond - 1975 Electromagnets (relançado em CD em 1998) - 1975 Electromagnets II (lançado somente em 2005) - 1977 - "In Memory of Buda" / "Thermal Underwear" - 2001 Perpetuum Mobile (O álbum foi gravado em 1970, mas lançado em apenas 100 cópias em 2001) \| Jogo \| Canção \| Ano \| \| -------------------------------- \| ------------------- \| ---- \| \| Guitar Hero III: Legends of Rock \| "Cliffs of Dover" \| 2007 \| \| Guitar Hero World Tour \| "Camel's Night Out" \| 2009 \| \| Rocksmith \| "Cliffs of Dover" \| 2013 \| - 1990 - Total Electric Guitar, (Hot Licks) - vídeo aula - 1991 - Trademark (videoclipe) - 1996 - The Fine Art Of Guitar, (Hot Licks) - vídeo aula - 1996 - G3 Live In Concert - 2005 - The Art Of Guitar, (Hal Leonard Corporation) - vídeo aula - 2005 - Live From Austin Texas DVD - 2008 - Anaheim (Live) DVD |      |
| Jogo | Canção | Ano  |
| Guitar Hero III: Legends of Rock | "Cliffs of Dover" | 2007 |
| Guitar Hero World Tour | "Camel's Night Out" | 2009 |
| Rocksmith | "Cliffs of Dover" | 2013 |

## Paradas musicais
| Ano  | Álbum                     | Ranking                | Posição | Ref.   |
| ---- | ------------------------- | ---------------------- | ------- | ------ |
| 1990 | Ah Via Musicom            | The Billboard 200      | #67     | [ 20 ] |
| 1996 | Venus Isle                | The Billboard 200      | #51     | [ 20 ] |
| 2005 | Bloom                     | Top Internet Albums    | #233    | [ 20 ] |
| 2005 | Bloom                     | Top Independent Albums | #22     | [ 20 ] |
| 2014 | Europe Live               | Top Blues Albums       | #1      | [ 20 ] |
| 2014 | Eclectic (com Mike Stern) | Top Blues Albums       | #3      | [ 20 ] |
| 2014 | Eclectic (com Mike Stern) | Top Jazz Albums        | #3      | [ 20 ] |

| Ano  | Música          | Álbum          | Ranking                | Posição | Ref.   |
| ---- | --------------- | -------------- | ---------------------- | ------- | ------ |
| 1990 | Cliffs of Dover | Ah Via Musicom | Mainstream Rock Tracks | #5      | [ 20 ] |
| 1990 | High Landrons   | Ah Via Musicom | Mainstream Rock Tracks | #31     | [ 20 ] |
| 1990 | Righteous       | Ah Via Musicom | Mainstream Rock Tracks | #8      | [ 20 ] |
| 1991 | Trademark       | Ah Via Musicom | Mainstream Rock Tracks | #7      | [ 20 ] |
| 1996 | Pavilion        | Venus Isle     | Mainstream Rock Tracks | #33     | [ 20 ] |

## Prêmios e indicações
Dentre várias indicações e prêmios, Eric Johnson recebeu um Grammy Award com a canção Cliffs of Dover (Categoria:Melhor Performance de Rock Instrumental)